# Петипа, Тамара Сергеевна
Тамара Сергеевна Петипа (18 сентября 1927, Саратов — 13 марта 1992, Севастополь) — советский зоолог, гидробиолог, доктор биологических наук (1966), член-корреспондент АН УССР (1972).

## Биография
Родилась в Саратове; дочь неназываемого служащего и его жены Нины Юльевны Петипа́ (1901 — после 1967), правнучка петербургской балерины Марии Суровщиковой-Петипа́, первой супруги знаменитого балетмейстера. Во взрослой жизни приняла фамилию своих матери и названного прадеда, хотя и не имела с последним прямого родства.
Училась в Московском энергетическом институте (1945—1947), затем перешла в Ростовский государственный университет (биолого-почвенный факультет), который окончила в 1952 г. по специальности гидробиология. Ученица профессора Ф. Д. Мордухай-Болтовского.
В 1952—1965 годах — младший научный сотрудник Севастопольской биологической станции АН СССР. После защиты кандидатской диссертации (1965) — старший научный сотрудник Института биологии южных морей АН УССР (ИнБЮМ). В 1973—1991 годах — заведующая отделом морских экосистем ИнБЮМ, в 1991—1992 годах — главный научный сотрудник отдела функционирования морских экосистем.
Доктор биологических наук (1966). Член-корреспондент АН УССР (1972).
Область научных интересов — биология морского планктона, в частности, копепод.

### Сочинения
- Питание и энергетический баланс некоторых массовых планктонных копепод Чёрного моря, относящихся к различным экологическим группировкам : диссертация … доктора биологических наук : 03.00.00 / Т. С. Петипа. — Севастополь, 1964. — 387 с. : ил.
- Трофодинамика копепод в морских планктонных сообществах : (Закономерности потребления и превращения вещества и энергии у особи) / Т. С. Петипа. — Киев : Наук. думка, 1981. — 242 с. : ил., 8 л. ил.; 22 см.
- Механизмы образования скоплений и функционирования планктона в экосистемах Индийского океана [Текст] : монография / [Т. С. Петипа, Ю. В. Артамонов, А. С. Романов и др.]; под научной редакцией Т. С. Петипа ; Российская академия наук, Институт морских биологических исследований им. А. О. Ковалевского. — Севастополь : [б. и.] ; Белгород : КОНСТАНТА, 2017. — 357 с. : ил., портр., табл.; 21 см; ISBN 978-5-906952-17-2
- Экологические системы в активных динамических зонах Индийского океана / [Т. С. Петипа, В. А. Плотников, Г. А. Гольдберг и др.]; Под ред. Т. С. Петипа; АН УССР, Ин-т биологии юж. морей им. А. О. Ковалевского. — Киев : Наук. думка, 1986. — 198,[1] с. : ил.; 27 см.

## Комментарии
1. ↑  Хотя Мариус Петипа́ и Мария Суровщикова разошлись в 1869 году, их брак так и не был расторгнут вплоть до смерти последней в 1882 году (утверждения об обратном являются ошибочными). Вследствие этого дед Тамары Сергеевны — Юлий Мариусович Петипа́ (1876—1951) — был крещён как ребёнок Мариуса Ивановича, тогда как в действительности он появился на свет от связи Суровщиковой с черногорским князем (впоследствии королём) Николой Негошем[1].